# Ljudska prava u Bjelorusiji
Ljudska prava u Bjelorusiji predmet su kritika zbog njihovih kršenja i progona nevladinih organizacija, novinara, nacionalnih manjina i oporbenih političara.
U svjedočenju Vijeću Senata Sjedinjenih Država za vanjske odnose, bivša državna tajnica Sjedinjenih Država Condoleezza Rice označila je Bjelorusiju kao jednu od šest svjetskih „predstraža tiranije”.[nedostaje izvor] Kao odgovor, bjeloruska vlada je procjenu nazvala „prilično dalekom od stvarnosti”.[nedostaje izvor] Tijekom bjeloruskih predsjedničkih izbora i prosvjeda 2020., broj političkih zatvorenika koje je prepoznao Centar za ljudska prava „Viasna” porastao je na 1062 do 16. veljače 2022. Nekoliko je ljudi umrlo nakon nezakonite uporabe sile (uključujući vatreno oružje) službenika za provođenje zakona tijekom prosvjeda 2020. Prema Amnesty Internationalu, vlasti nisu istraživale kršenja pravila tijekom prosvjeda, već su umjesto toga maltretirale one koji su osporili njihovu verziju događaja. U srpnju 2021. vlasti su pokrenule kampanju protiv preostalih nevladinih organizacija, likvidirajući ih najmanje 270 do listopada, uključujući sve prethodno registrirane organizacije za ljudska prava u zemlji.[nedostaje izvor]
Predsjednik Aleksandar Lukašenko za sebe je rekao da ima „autoritaran stil vladanja”. Zapadne zemlje opisale su Bjelorusiju pod Lukašenkom kao „posljednju europsku diktaturu”; vlada je optužila iste zapadne sile za pokušaj promjene režima. Vijeće Europe zabranilo je Bjelorusiji članstvo od 1997. zbog nedemokratskog glasovanja i izbornih nepravilnosti na ustavnom referendumu u studenom 1996. i međuizborima za parlament.
Desetci bjeloruskih vladinih dužnosnika odgovornih za političke represije, prisilne nestanke, propagandu i izborne prijevare podvrgnuti su osobnim sankcijama Sjedinjenih Američkih Država i Europske unije.[nedostaje izvor]